# Classe Shimushu
La Classe Shimushu est une classe d'escorteurs de la Marine impériale japonaise construite en début de la Seconde Guerre mondiale.
Les Japonais appelaient ces navires Kaibōkan "navires de défense en haute mer", (Kai = mer, océan, Bo = défense, Kan = navire), navire initialement conçu pour la protection de la pêche, le déminage et l'escorte de convois.

## Conception
Le Département technique de la marine impériale japonaise (Kampon) a mis en construction cette première série d'escorteurs qui serviront de base pour les cinq séries suivantes.
La classe Shimushu a d'abord été armé avec seulement douze charges de profondeur. En 1942 ce nombre a été doublé au débarquement du matériel de déminage. L'armement de lutte anti-sous-marine s'est élevé jusqu'à 60 charges avec l'ajout d'un mortier de tranchée de 80 mm.
Le nombre de canons antiaériens de Type 96 25 mm AT/AA Gun a été porté à 15.

## Les unités
| Nom       | Chantier naval                         | Quille           | Lancement         | Service         | Fin de carrière                                                                |
| --------- | -------------------------------------- | ---------------- | ----------------- | --------------- | ------------------------------------------------------------------------------ |
| Shimushu  | Mitsui Engineering & Shipbuilding Tama | 29 novembre 1938 | 13 décembre 1939  | 30 juin 1940    | retiré du service le 5 octobre 1945 Transfert à l'Union soviétique : 1947-1959 |
| Hachijo   | Arsenal naval de Sasebo                | 3 août 1939      | 10 avril 1940     | 31 mars 1941    | retiré du service le 30 novembre 1945 Détruit en 1948                          |
| Kunashiri | Nihon Kōkan Corporation Tsurumi-ku     | 1er mars 1939    | 6 mai 1940        | 3 octobre 1940  | retiré du service le 5 novembre 1945 Détruit en 1946                           |
| Ishigaki  | Mitsui Engineering & Shipbuilding Tama | 15 août 1939     | 14 septembre 1940 | 15 février 1941 | coulé le 31 mai 1944                                                           |